# Acontista piracicabensis
Acontista piracicabensis är en bönsyrseart som beskrevs av Toledo Piza 1967. Acontista piracicabensis ingår i släktet Acontista och familjen Acanthopidae. Inga underarter finns listade i Catalogue of Life.